# Johannes döparens konvent
Johannes döparens konvent är ett forntida benediktinskt kloster i samhället Müstair i kommunen Val Müstair, Schweiz. Klostret är ett exceptionellt välbevarat karolingiskt kulturarv som 1983 fick världsarvsstatus.

## Historia

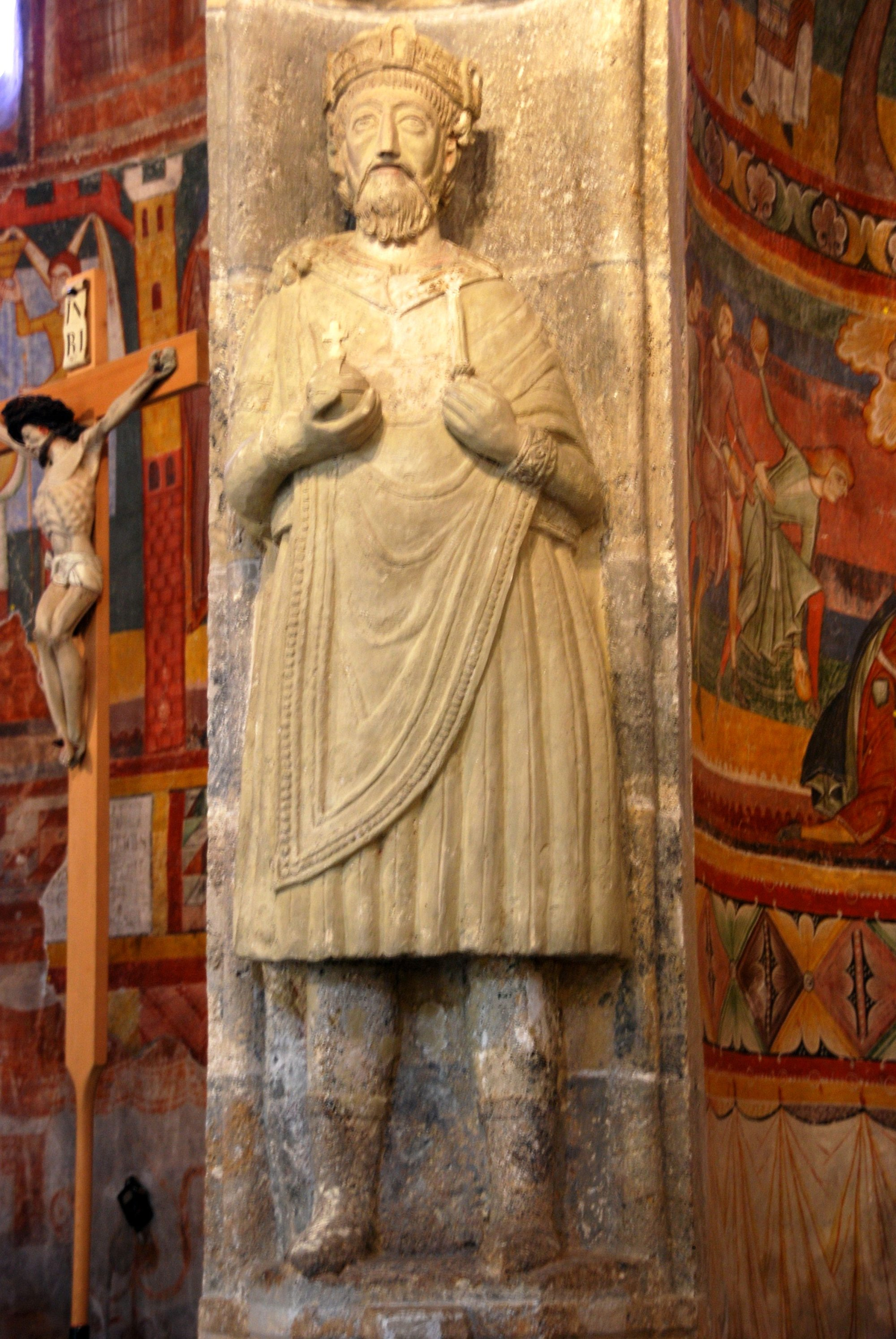
Staty över Karl den store i klosterkyrkan

Man tror att klostret grundades omkring år 780 av biskopen i Chur, kanske på uppdrag av Karl den store.  Klostret uppfördes under en tid då många kloster grundades, däribland de närliggande klostren i Cazis, Mistail, Pfäfers och Mustér.  Munkklostret låg längs Val Müstairpasset över Schweiziska alperna från Italien och var befäst för att göra det möjligt att kontrollera bergspasset. År 881 kom klostret helt under biskopen i Churs kontroll. Under klostrets första tid, på 800-talet, målades ett antal fresker i klosterkyrkan. Senare på 1000- och 1100-talen, genomgick klostret en andra expansionsperiod och nya målningar lades till eller målades över de gamla freskerna. Målningarna förlorades under årens lopp och återupptäcktes först under 1900-talet.
På 900-talet fick klosterkyrkan ett kyrktorn. Under utvidgningen på 1000-talet utvidgade biskopen i Chur sitt residens vid klostret. Ett vackert tornhus, en korsgång och det dubbla kapellet tillägnat Sankt Ulrich och Sankt Nikolaus uppfördes. Under expansionen dekorerades även biskopens två våningar höga residenskapell med omfattande stuckaturer och fresker. Vid någon tid på 1100-talet gjordes klostret om till ett Konvent. Omvandlingen till ett nunnekloster nämns först 1167, men skedde någon gång före detta.
Schwabiska kriget, som var ett försök av Habsburg att försäkra sig om kontrollen över Graubünden och viktiga alpbergspass, inleddes vid konventet.  Den 20 januari 1499 ockuperade habsburgska trupper den kringliggande dalen och plundrade konventet. De drevs dock snart tillbaka av trupper från  De tre förbunden vid slaget vid Calven.  Efter anfallet, slöts ett vapenstillestånd mellan Habsburg och De tre förbunden.  Detta fördrag varade dock endast ett par dagar innan konflikten mellan De tre förbundens allierade Schweiziska edsförbundet och habsburgska trupper bröt ut. Dessa anfall eskalerade till schwabiska kriget, som slutade med freden i Basel i september 1499, vilket i hög grad gav Schweiz självständighet från det Tysk-romerska riket.
Omkring 1500 gjordes konventkyrkan om från en enskeppig karolingisk byggnad till en treskeppig sengotisk kyrka. Kort därefter, år 1524 och 1526, försvagade Ilanzerartiklarna Churbiskopens världsliga makt och minskade det finansiella stödet till konventet. Efter detta var byggnationerna i konventet kraftigt begränsade.
I spåren efter Tridentinska kyrkomötet lät biskopen genomföra en serie reformer gällande religiöst liv från 1600 till 1614. Reformerna inkluderade vem som fick ta emot sakramenten och skapandet av ett nytt Breviarium. Andra principer, såsom kravet på allmänna sovutrymmen, släpptes under denna tid.
Genom konventets hela historia var det konflikter mellan Churbiskopen, Grå förbundet och Habsburg. Konventets andliga ledare, abbedissan, och den fysiska ledaren, fogden, utsågs ofta av en av dessa makter.

## Målningar

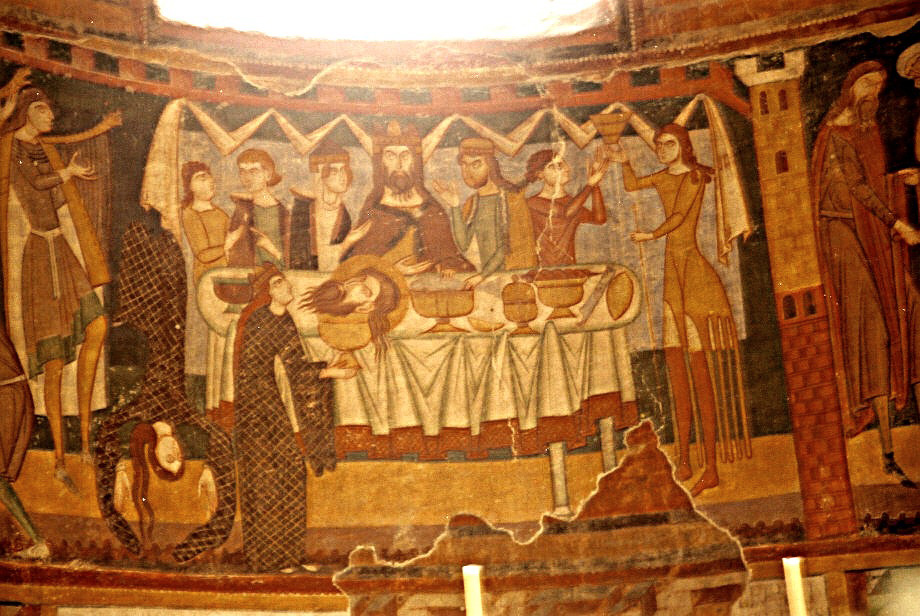
Herod Antipas gästabud med dansande Salome

Under 1900-talets restaureringsarbeten upptäcktes några romanska fresker från 1160-talet. Andra muralmålningar har daterats till Karl den stores regeringstid. Världsarvskommittén noterade dessa som "Schweiz mest utmärkta serier av figurativa muralmålningar, målade omkring år 800 tillsammans med romanska fresker och stuckaturer".
Den ursprungliga enskeppiga kyrkan med fem absider har flera betydande medeltida fresker från omkring år 800. Målningarna är ordnade i fem rader som sträcker sig från södra muren över västra muren och över till den norra.
Den övre raden visar scener från kung Davids liv enligt Gamla testamentet. Nästa tre rader visar scener från Jesu liv och Passionshistorien.  Den nedersta raden har scener från Andreas korsfästning. På västra muren är raden sammanfogade med en bild med Yttersta domen.  Målningarna gjordes med ett begränsat antal färger, däribland ockra, rött, och brunt. Absiderna och östra muren ommålades på 1100-talet med romanska fresker som visar en rad olika bibliska teman, däribland Herodes Antipas gästabud (där Herodias' dansande dotter leder till Johannes döparens avrättning, Liknelsen om de tio brudtärnorna, apostlarna, och Stefanos.

## Galleri

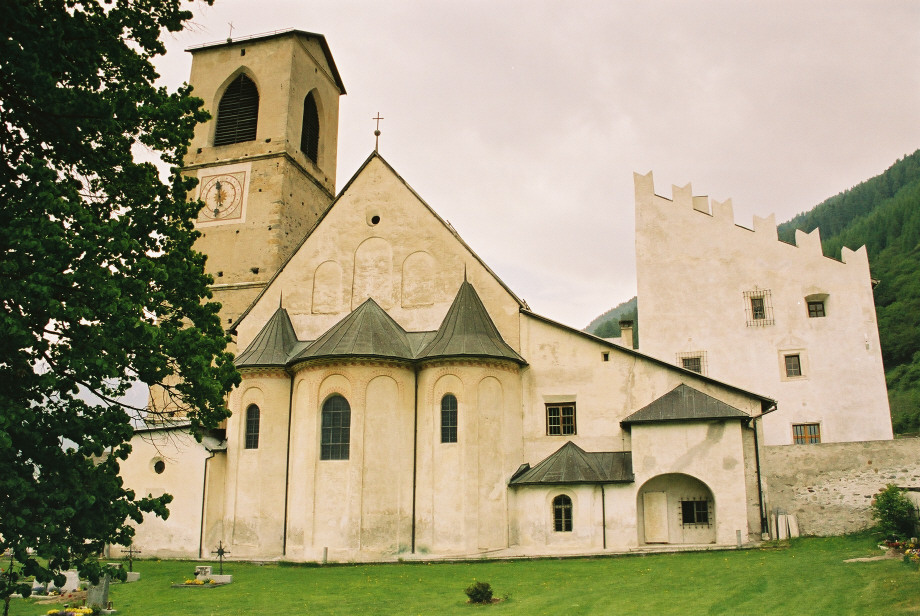
Klosterkyrkan sett från höger.
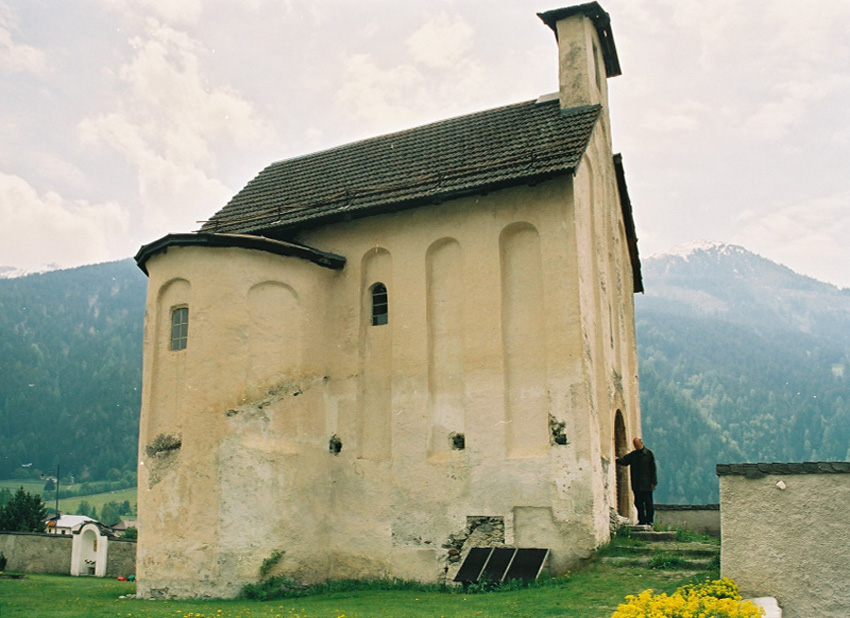
Korsets kapell.
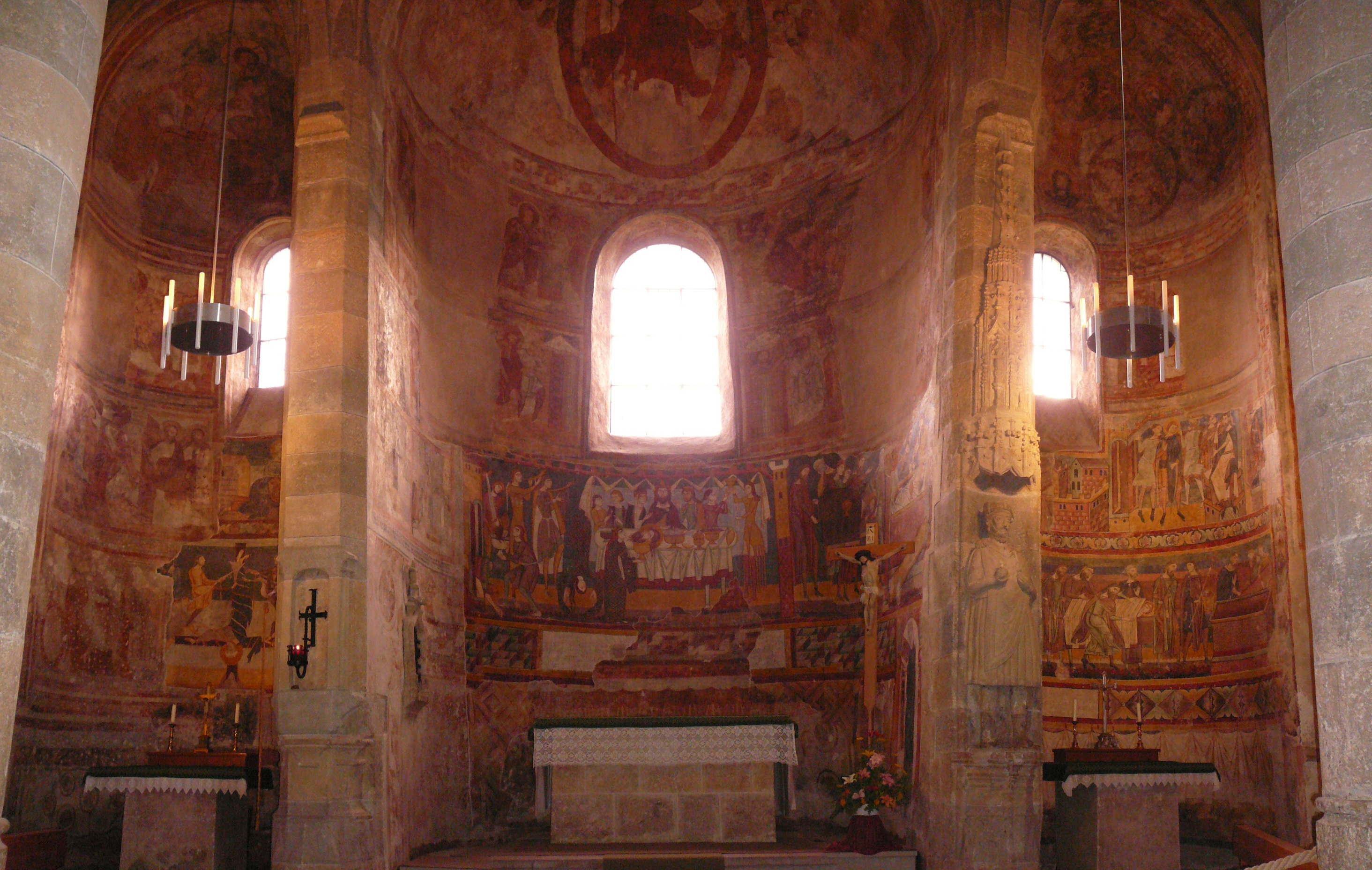
Kyrkans tre skepp.
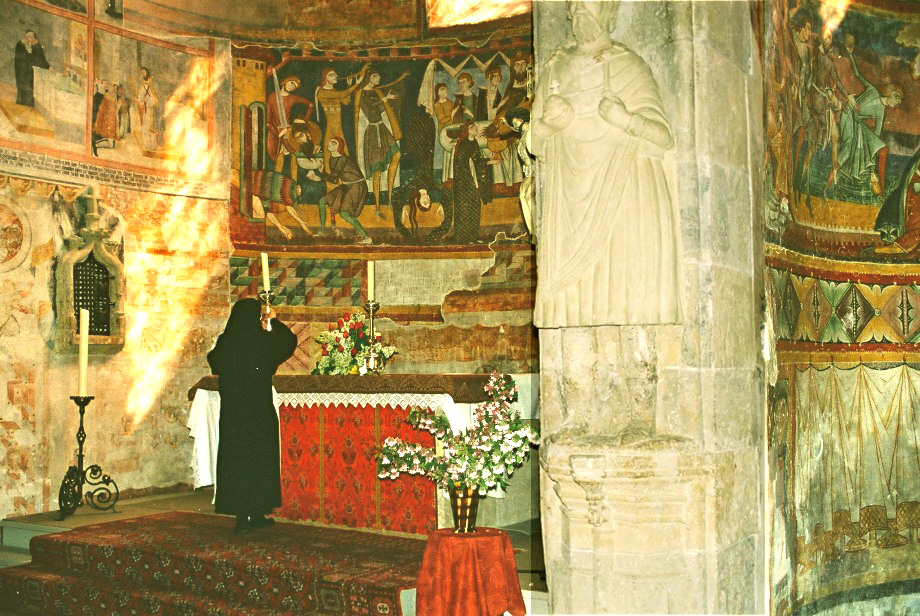
Mittersta absiden med Herodes Antipas gästabud och Karl den store-statyn.
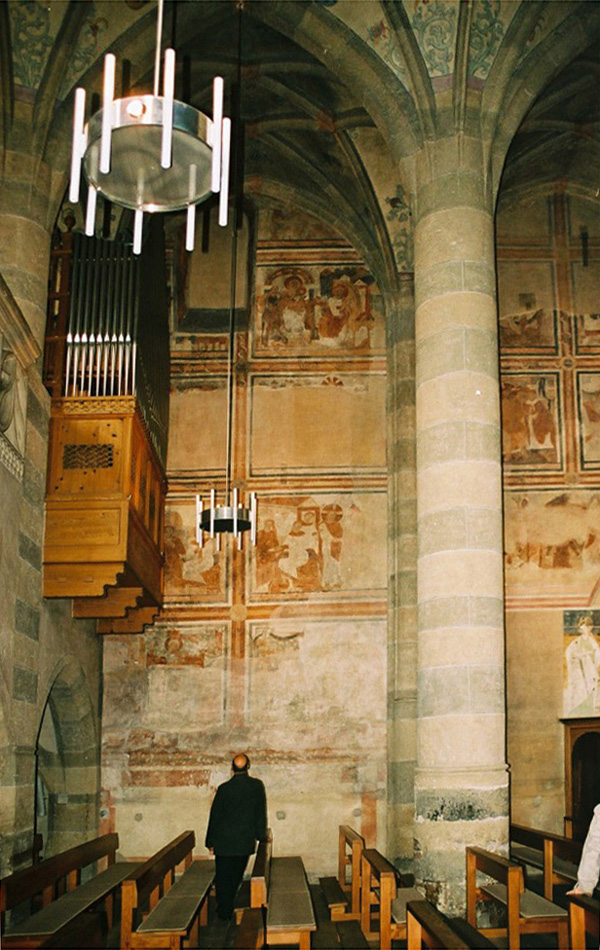
Karolingiska fresker på norra väggen.
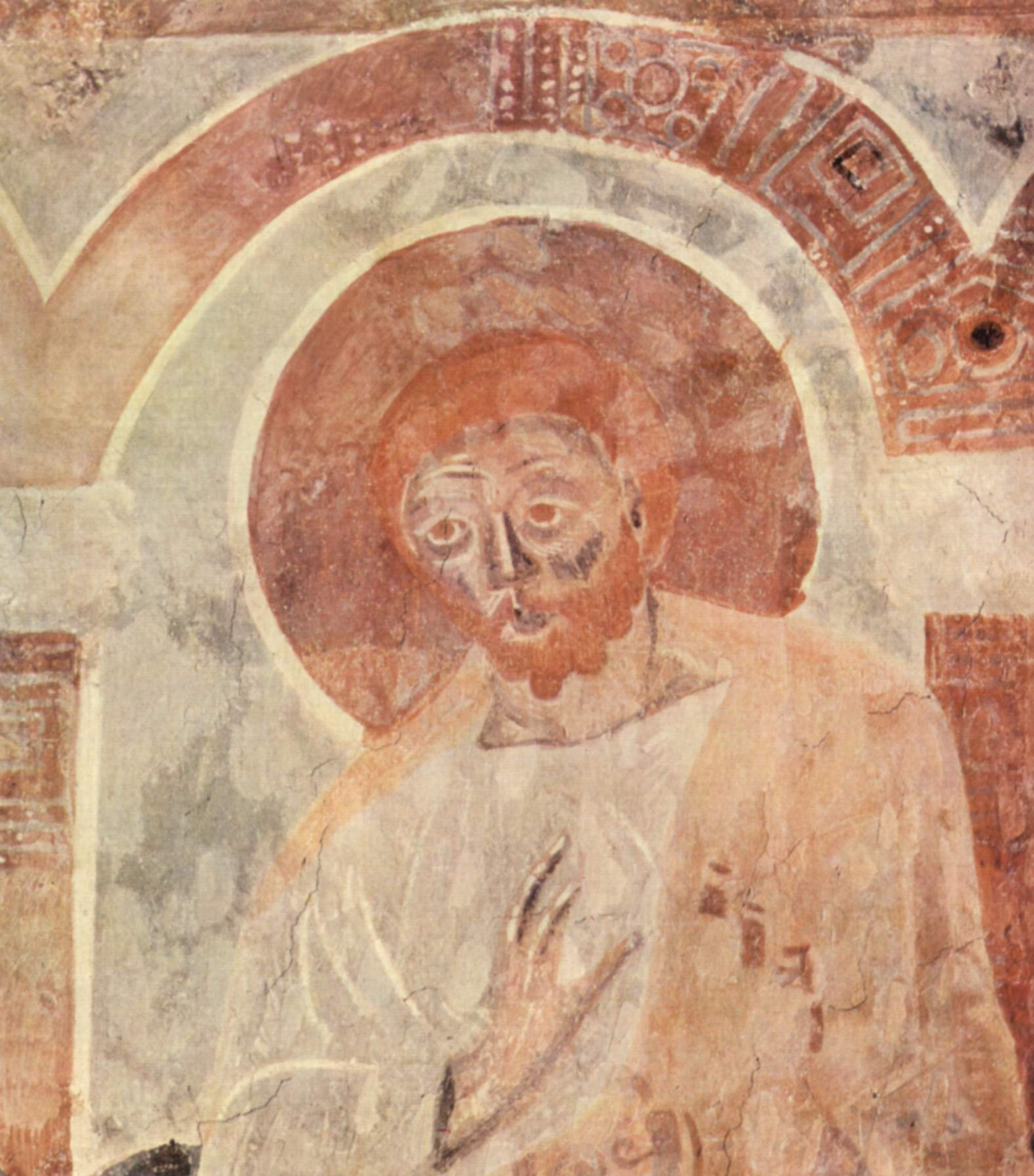
Karolingisk fresk: En apostel.
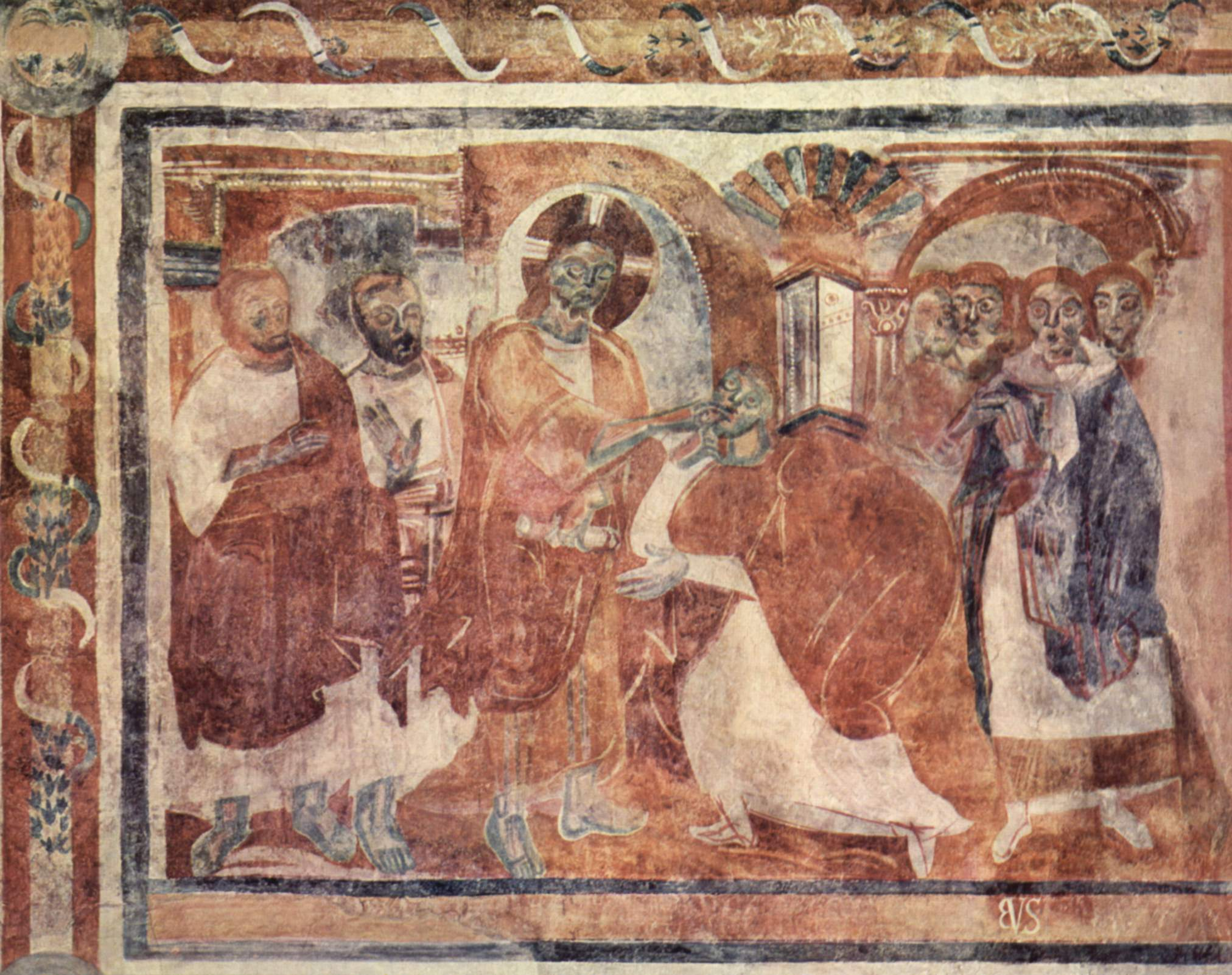
Karolingisk fresk som visar Kristus som helar en döv.
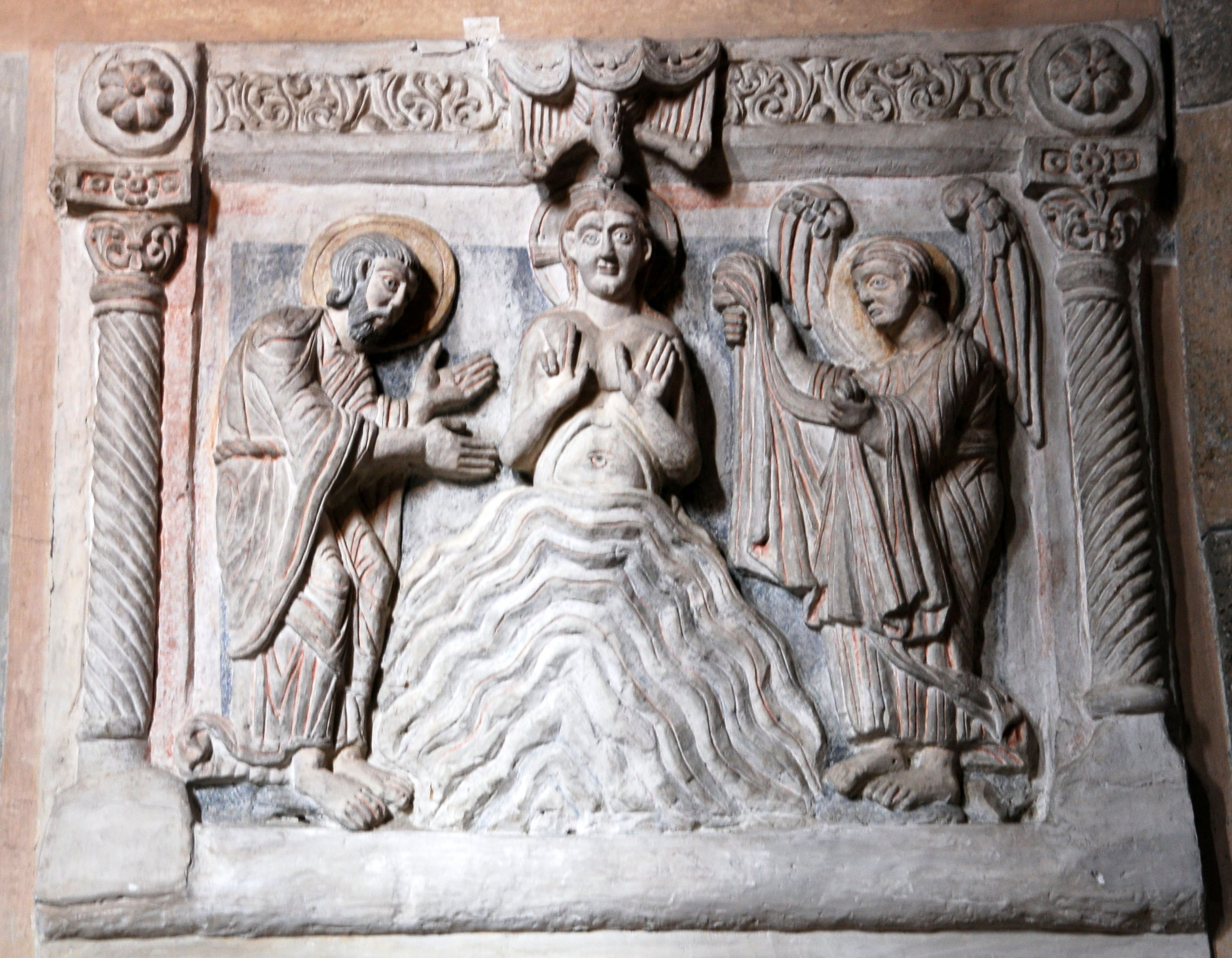
Stuccorelief på klosterkyrkans norra vägg.